# Patrzyków (wieś w województwie łódzkim)
Patrzyków – wieś w Polsce położona w województwie łódzkim, w powiecie pajęczańskim, w gminie Pajęczno.
W latach 1975–1998 miejscowość położona była w województwie częstochowskim.
4 października 1944 żandarmeria niemiecka z posterunku w Jankach i Gestapo z Wielunia i Pajęczna wysiedliło mieszkańców wsi. Osiedlono natomiast kolonistów niemieckich. Mieszkańców którzy nie chcieli opuścić swoich gospodarstw zamordowano. Śmierć poniosło  22 osoby. Resztę ludności wsi wywieziono do obozu pracy w Brzegu. Przed wysiedleniem wieś liczyła 150 gospodarstw i 500 mieszkańców.